# Xã Bloomfield, Quận Mitchell, Kansas
Xã Bloomfield (tiếng Anh: Bloomfield Township) là một xã thuộc quận Mitchell, tiểu bang Kansas, Hoa Kỳ. Năm 2010, dân số của xã này là 76 người.